# 芝田博
芝田 博（しばた ひろし、1929年5月3日 - 1998年9月4日）は、日本の経営者。大阪府出身。

## 経歴・人物
1953年に京都大学経済学部を卒業し、同年に関西電力に入社した。支配人、取締役、常務を歴任。
1988年6月に関西高速鉄道社長に就任し、宇治電ビルディング社長も務めた。
1998年9月4日腎不全のために死去。69歳没。